# 飯塚氷川神社
飯塚氷川神社（いいづかひかわじんじゃ）は、埼玉県川口市の神社。

## 歴史
創建年代は不明である。ただ『新編武蔵風土記稿』に村の鎮守として「恵美須社」の記述があることから、江戸時代には既に存在していたものと推測される。最勝院が別当寺であった。
明治以降の記録では「氷川社」となっている。そのため、明治維新時に何らかの理由で恵美須社から氷川社に改称したと推測されるが、その経緯についての伝承は残されていない。
1873年（明治6年）、近代社格制度に基づく「村社」に列せられ、1907年（明治40年）の神社合祀により、周辺の6神社が合祀された。

## 交通アクセス
- 川口駅より徒歩6分。